# Franz Mack

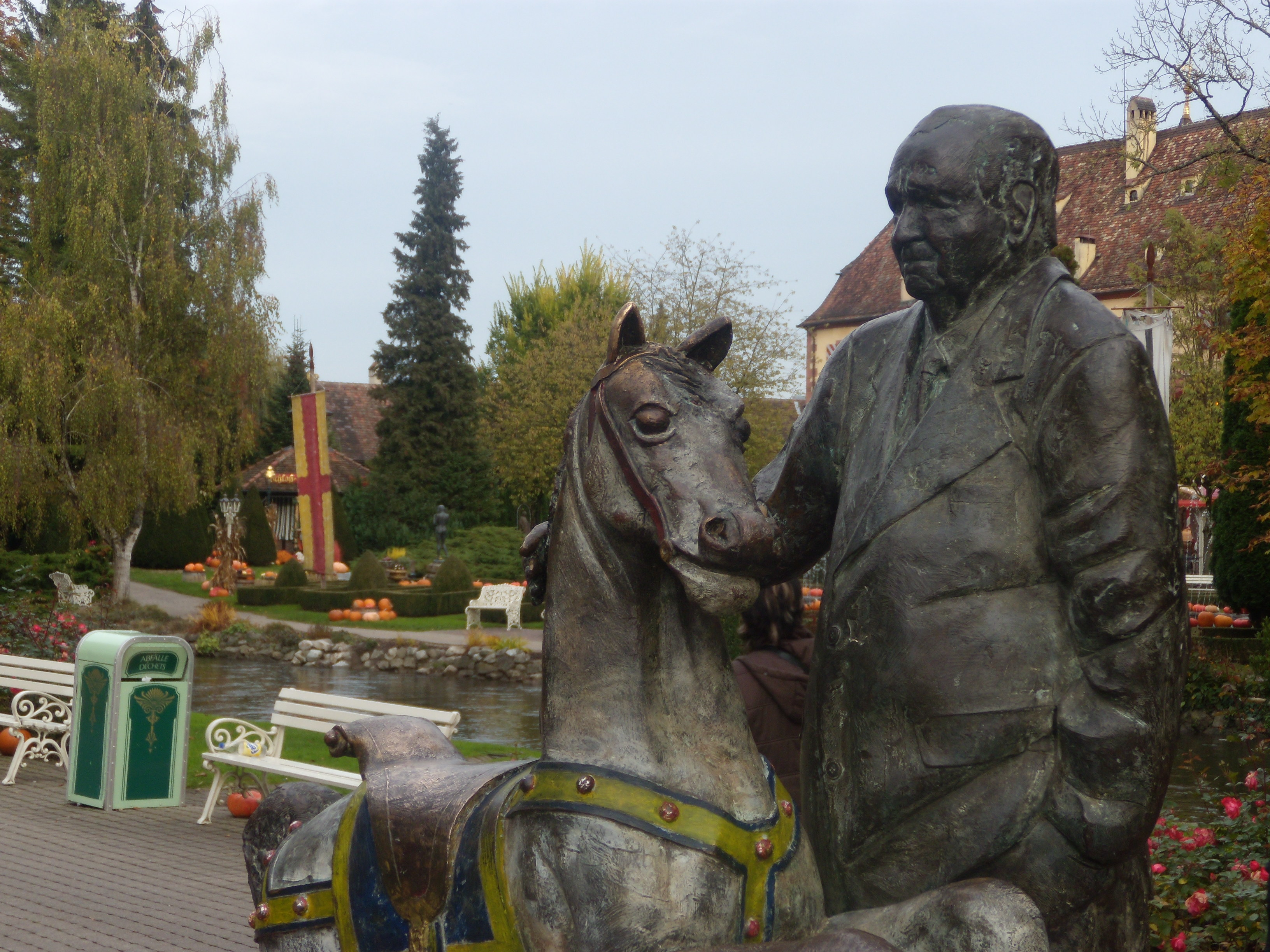
Statue des Franz Mack im Europa-Park

Franz Mack (* 7. März 1921 in Waldkirch; † 3. Oktober 2010 in Rust) war ein deutscher Unternehmer.

## Leben
Mack erlernte nach dem Besuch der Volksschule den Beruf des Wagen- und Karosseriebauers. Nach seiner Gesellenzeit legte er in diesem Beruf die Meisterprüfung ab. 1958 übernahm er gemeinsam mit zwei Brüdern die Mack GmbH & Co in Waldkirch, die sich mit der Entwicklung und Produktion von Freizeitparkattraktionen beschäftigt. Mit seinem Sohn Roland gründete er 1975 den Europa-Park in Rust. Viele Attraktionen des Europa-Parks hat er mitkonzipiert, unter anderem Eurosat (1989) und Euro-Mir (1997).
Neben seiner Tätigkeit im eigenen Betrieb war Mack auch in verschiedenen Gremien tätig, so als Mitglied des Normenausschusses der fliegenden Bauten des TÜV.
Franz Mack war von 1948 bis zu deren Tod 2004 mit Liesel Mack verheiratet und hat zwei Söhne, Roland und Jürgen.
Er starb in der Nacht zum 3. Oktober 2010 in Rust im Alter von 89 Jahren.

## Ehrungen
- Bundesverdienstkreuz am Bande (1984)
- Lorenz-Werthmann-Medaille der Caritas (1991)[2]
- Bundesverdienstkreuz 1. Klasse (1997)
- Ehrenbürger der Gemeinde Rust (2001)
- Verdienstmedaille in Gold der Stadt Waldkirch (2006)[3]
- Hall of Fame der IAAPA (2006)[1]